# Musique bangladaise
 (février 2025).
Si vous disposez d'ouvrages ou d'articles de référence ou si vous connaissez des sites web de qualité traitant du thème abordé ici, merci de compléter l'article en donnant les références utiles à sa vérifiabilité et en les liant à la section « Notes et références ».
La musique bangladaise n'est pas limitée par des frontières politiques ; elle est en effet intimement liée à la musique indienne et pakistanaise de par leur passé historique commun. Toutefois, parler ici de « musique bengalie » serait évasif en se référant à l'ancien Bengale et restrictif en se référant uniquement à l'actuelle province indienne du Bengale-Occidental. 
Bien que le Bangladesh soit un pays à dominante musulmane, sa musique est reliée aux anciennes prières et divinités hindou]es. Par ailleurs vu l'ancien système des castes, elle se cantonne aussi à certaines catégories de personnes tels les pêcheurs, les chauffeurs, et les ermites.
La modernisation de cette musique se fait indépendamment de l'influence occidentale par l'introduction, de notions soufies au sein du folklore hindou, de nouveaux genres classiques dans les œuvres de Rabindranath Tagore, de thèmes révolutionnaires complexes chez Kazi Nazrul Islam et par la fusion de la musique traditionnelle avec des instruments et des thèmes modernes rendue nécessaire par l'avènement et le succès du cinéma bengali.

## Musique savante

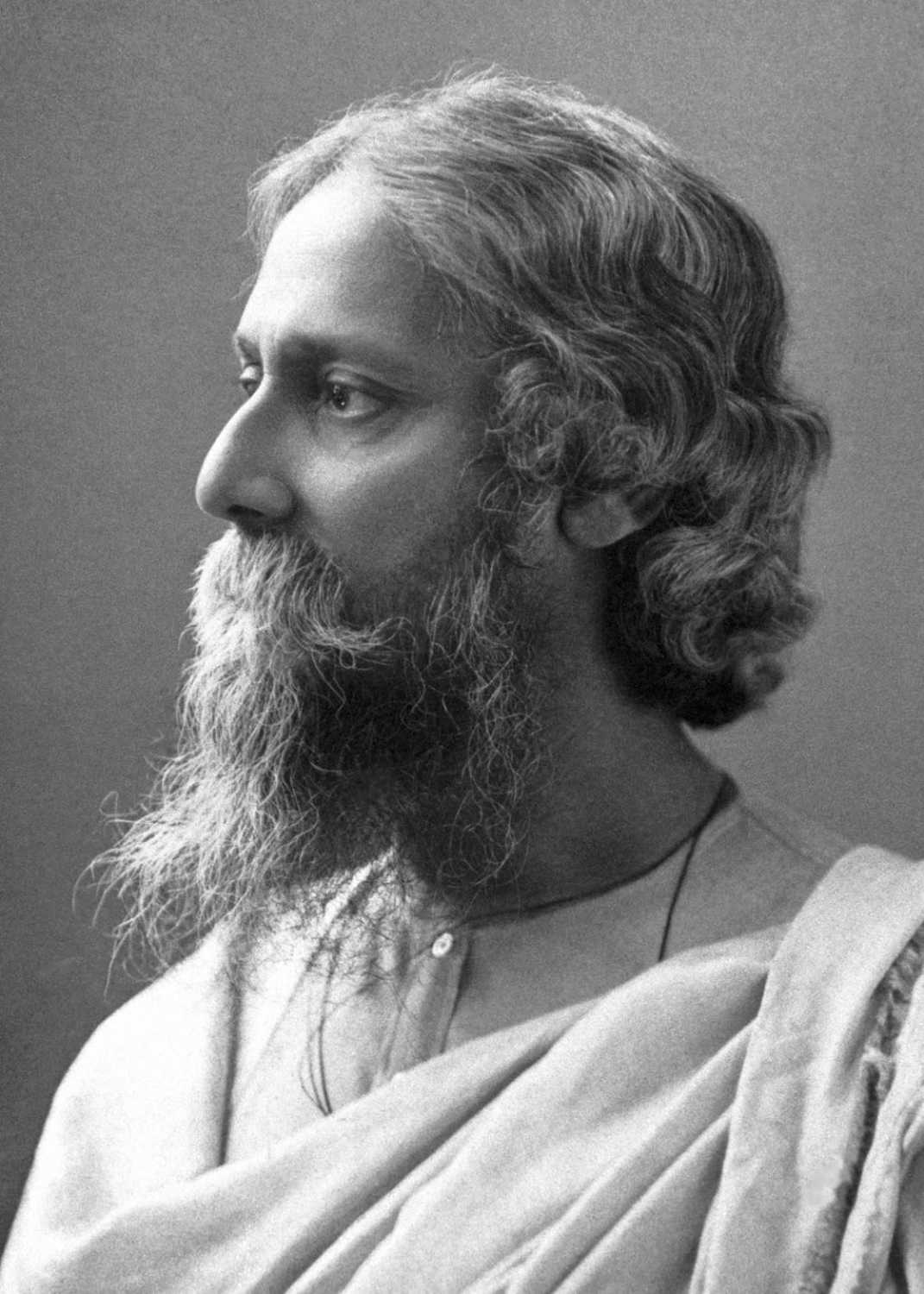
Rabindranath Tagore.

La musique hindoustanie de l'Inde du nord est la musique savante en vigueur au Bangladesh. On y interprète les râgas de la même manière qu'ailleurs, avec le même système de rythmes complexes appelé tâla.
Il n'est guère facile d'attribuer une paternité ou une nationalité aux écoles ou aux œuvres d'artistes bengalis ayant été un temps indiens, puis bangladais, selon les affres de l'histoire, tel Ustad Allauddin Khan, sans doute le meilleur virtuose multi-instrumentiste et pédagogue (gurû) musical aux disciples illustres (dont son fils Ali Akbar Khan) que le sous-continent ait connu.

### Rabindra sangît

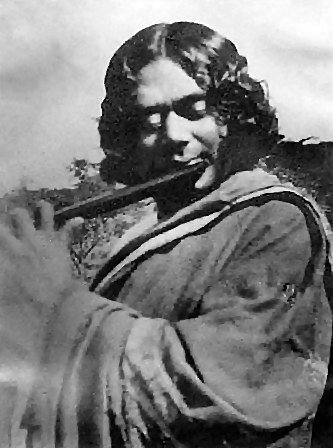
Kazi Nazrul Islam.

L'érudit bengali Rabindranath Tagore écrit et compose des milliers de chants encore populaires, malgré leur dimension philosophique. Le Rabindra Sangît est un genre spécifique créé à cet effet, avec les sous-genres suivants inspirés des échelles musicales indiennes : puja porjai (chants de prière), prem porjai (chants de courtoisie), bichitra porjai (chants de variété), swadesh porjai (chants patriotiques) et chants saisonniers.
Tagore connait aussi la musique occidentale et compose quelques chants avec ces échelles musicales en plus des drames musicaux Balmikiprotiva et Kalmrigoya. Le corpus des rabindra sangît est encore utilisé dans les films bengali et est enseigné dans les écoles. Les hymnes nationaux indien (Jana Gana Mana, Tu es le régent de l'esprit des gens) et bangladais (Amar Shonar Bangla, Ô mon précieux Bengale) en sont issus.
Deux autres personnages se sont beaucoup investis dans ces chants : Rezwana Chowdhury Banya et Sadi Mohammad.

### Nazrul gîti
Kazi Nazrul Islam est un autre grand poète et compositeur bengali, luttant activement pour l'indépendance. Les Nazrul gîti sont des compositions révolutionnaires, philosophiques et spirituelles. Certaines telle Karar Oi Louho Kopat sont utilisées dans bien des films. On[Qui ?] retrouve chez lui une influence du ghazal hindoustani, tant et si bien que les chants apolitiques sont qualifiés de Bangla ghazal. Du fait de sa personnalité, il ne devait pas connaître les honneurs avant la dévotion et le charisme des chanteurs Firoza Begum, Sohorab Hossain et Shabnam Mushtari.

## Musique folklorique
La musique folklorique rurale bangladaise est très riche et représentée notamment par Lalon Fokir, Hason Raja, Ramesh Shill et Abbas Uddin ; elle peut se classer en divers sous-genres :
- Bhandari : musique dévotionnelle du sud (Chittagong)
- Bhatiyali : chant soliste de pêcheur ou bateliers
- Bhawaiya : chant de rickshaw du nord (Rangpur)
- Gajir geet : musique traditionnelle du nord (Rangpur)
- Gazir Gaan : Chansons dédiées à Gazi Pir[1]
- Gombhira : chant familial du nord (Chapai Nawabganj)
- Hason Raja : chant dévotionnel par Hason Raja (de Sylhet) reconverti en chant à danser
- Jâri : chants antiphoniques
- Jatra : chant de scène dramatique
- Kirtan : chant dévotionnel consacré à Krishna et Radha
- Pala : chants de scène (haor, Sylhet, Kishoreganj et Netrokona)
- Kobi gân : poème chanté avec simple mélodie pour les joutes de scène
- Mursiya : chant dévotionnel chiite d'influence pakistanaise
- Shâri : chant de bateliers
- Upojatiyo : chants des 13 minorités
- Letto ou Maynamatir gan : conte chanté de Mymensingh (Dhaka) qui influença les Nazrul gîti.

### Bâul gîti

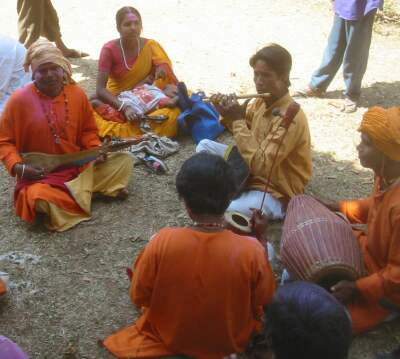
Bâuls à Shantiniketan.

Les Bâul gîti sont des chants soufis inspirés par Lalon Fokir, un mystique du XIXe siècle ; les ermites itinérants fakirs (à l'origine hindous vaïshnavistes depuis le XVIIe siècle où apparut le sage Chaitanya) en usent à l'occasion à titre de musique de transe au cours de laquelle ils n'hésitent pas à danser également. Favorisant l'harmonie avec la nature et la sociabilité, les Bauls ont dû affronter bien des difficultés pour résister à la vie moderne, notamment dans un pays islamiste de plus en plus urbain.
Les chants sont accompagnés de quelques instruments simples (ektara, dotâr, bansurî et khol) et sont parfois dansés en groupe. Les Bâuls sont toujours habillés en orange et blanc et acceptent volontiers les femmes parmi eux. Ils se répartissent en cinq ordres principaux : Kartâbhajâ, Sâhebdhanî, Khushi Bishvâsî, Balarâmî et Lâlan Shâhî. Les exponants les plus illustres de ce genre sont Fokir Alamgeer et Feroz Shahi. En 2005, les chants bâuls ont été proclamés chefs-d’œuvre du patrimoine culturel immatériel de l'humanité par l'UNESCO.

### Lalon gîti
Les Lalon gîti sont l'œuvre du compositeur et philosophe Lalon Shah (ou Lalon Fokir) créés à partir des Baul geeti. Originaires de Kushtia ils sont populaires dans tout le Bengale ; Farida Parveen en est l'interprète la plus fameuse.

### Adhunik sangît
Avec l'avènement des instruments modernes, les adhunik sangît (chants modernes) font leur apparition et eurent longtemps la fonction de musique populaire. Alors qu'auparavant on classifiait les chants soit par leur compositeur soit par leur provenance, peu avant l'indépendance, des chants de films firent leur apparition qui ne se rattachaient à aucune racine spécifique et étaient voués au succès par la simplicité des paroles et des mélodies.
On compte ainsi parmi les artistes les plus prolifiques : Runa Laila, Shahnaz Rahmatullah, Sabina Yasmin, Shakila Zafar, Suzana Ansar, Abdul Jabbar, Syed Abdul Hadi, Andrew Kishore, Shubir Nondi, Tapan Chowdhury, Asif Akbar et Abdul Latif. 

## Musique contemporaine
À partir des années 1980, de nouveaux courants apparaissent, teintés de politique et d'influence occidentale. La musique pop rock débuta avec l'avènement des groupes ou band music (musique de groupe) dont Renésea, L.R.B et Miles sont les icônes. On peut aussi citer Azam Khan, Amani Latiff, Lucky Akhand et Tishma qui introduisent l'adhunik gân et la new wave.
Le rock bangla continue[Quand ?] avec Ark, Feelings et Nagar Baul. Le hard rock fait son apparition avec Rockstrata et Warfaze. On peut diviser la scène rock en un courant principal et un autre underground, adepte des reality shows et autres rock alternatif, heavy metal, thrash metal, death metal, black metal et metal gothique. Profitant de cet apport nouveau à l'époque, la musique folklorique est revisitée et adaptée par Fakir Alamgir, Firoz Shai, Kangalini Sufiya et Kuddus Boyati. 

## Instruments traditionnels

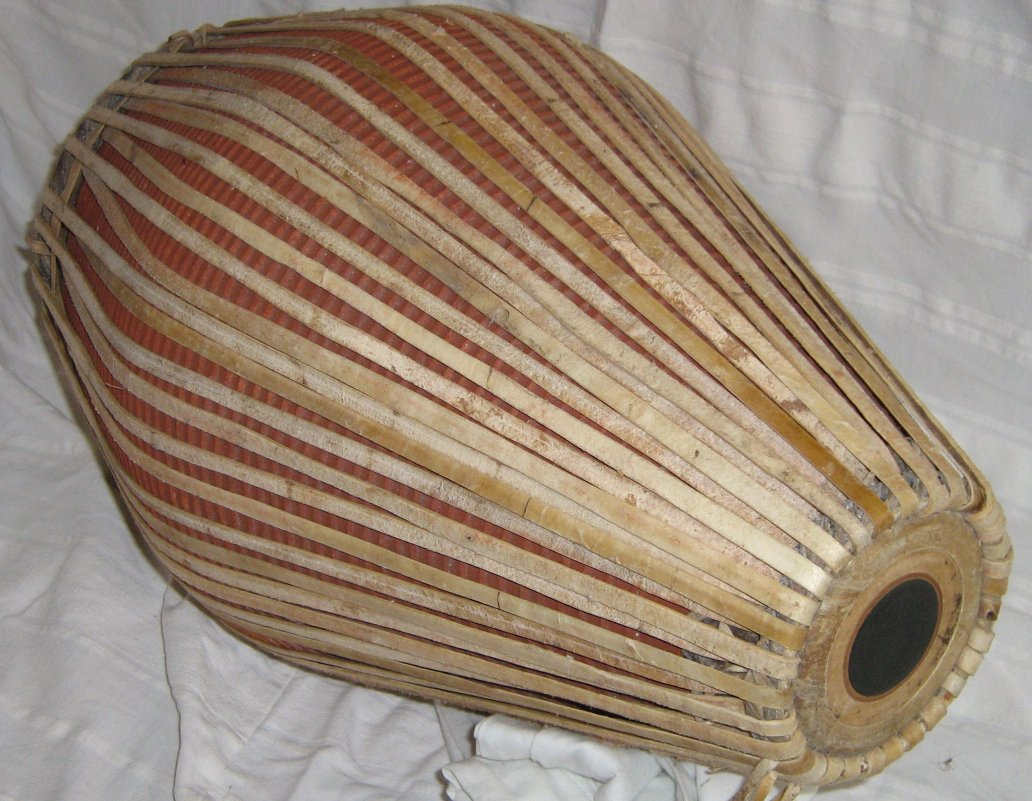
Khol.

Les instruments à vent comprennent : bansurî, harmonium et plung. Les instruments à cordes comprennent : dotâr, ektara, khamak (ou anandalahari), sarangi, sarod, sitar, sworaj, tampura violon Les percussions comprennent : dhôl, dholak, ghunghuru, kanjira, kartal, khol, koang, manjira (ou jhuri), et tabla.